# Northrop Tacit Blue
El Northrop Tacit Blue fue un proyecto negro desarrollado por Northrop para la Fuerza Aérea de los Estados Unidos (USAF). Esta aeronave se desarrolló para demostrar que un avión de reconocimiento con características furtivas podía operar cerca de la primera línea de combate con un alto grado de supervivencia.

## Desarrollo

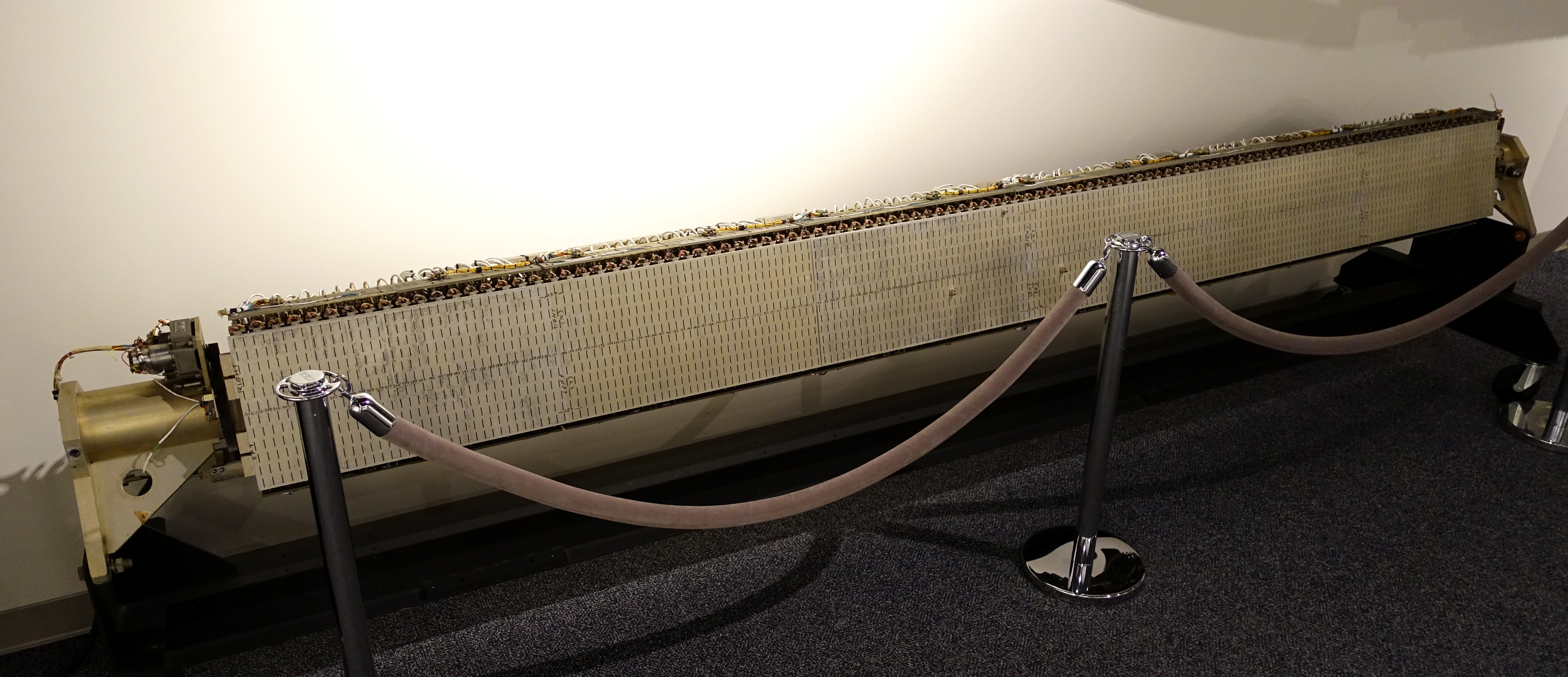
Radar Pave Mover.

Desvelado por la Fuerza Aérea de los Estados Unidos el 30 de abril de 1996, el "Programa de Demostración de Tecnología Tacit Blue" fue diseñado para probar que un avión furtivo podía monitorear continuamente la situación en tierra en profundidad por detrás del campo de batalla y proveer información de blancos en tiempo real a un centro de mando.
En diciembre de 1976, la DARPA y la Fuerza Aérea estadounidense iniciaron el programa "Avión Experimental de Supervivencia en el Campo de Batalla" (BSAX en inglés), que era parte de un programa mayor de la Fuerza Aérea llamado Pave Mover. La meta del programa BSAX era desarrollar un avión eficiente de reconocimiento furtivo con una baja probabilidad de interceptación por radar y otros sensores que podrían operar cerca de la línea de batalla de vanguardia con un alto grado de supervivencia.
El Tacit Blue representaba el componente "negro" en el programa mayor "Assault Breaker", cuya intención era validar el concepto de ataques masivos a distancia de las formaciones de blindados atacantes, usando municiones inteligentes. Los demostradores del radar Pave Mover eran la parte no furtiva del sistema de puntería del programa, donde el Tacit Blue tenía la intención de demostrar una capacidad similar, pero furtiva, mientras se validaba una serie de avances innovadores en tecnología furtiva.

## Diseño

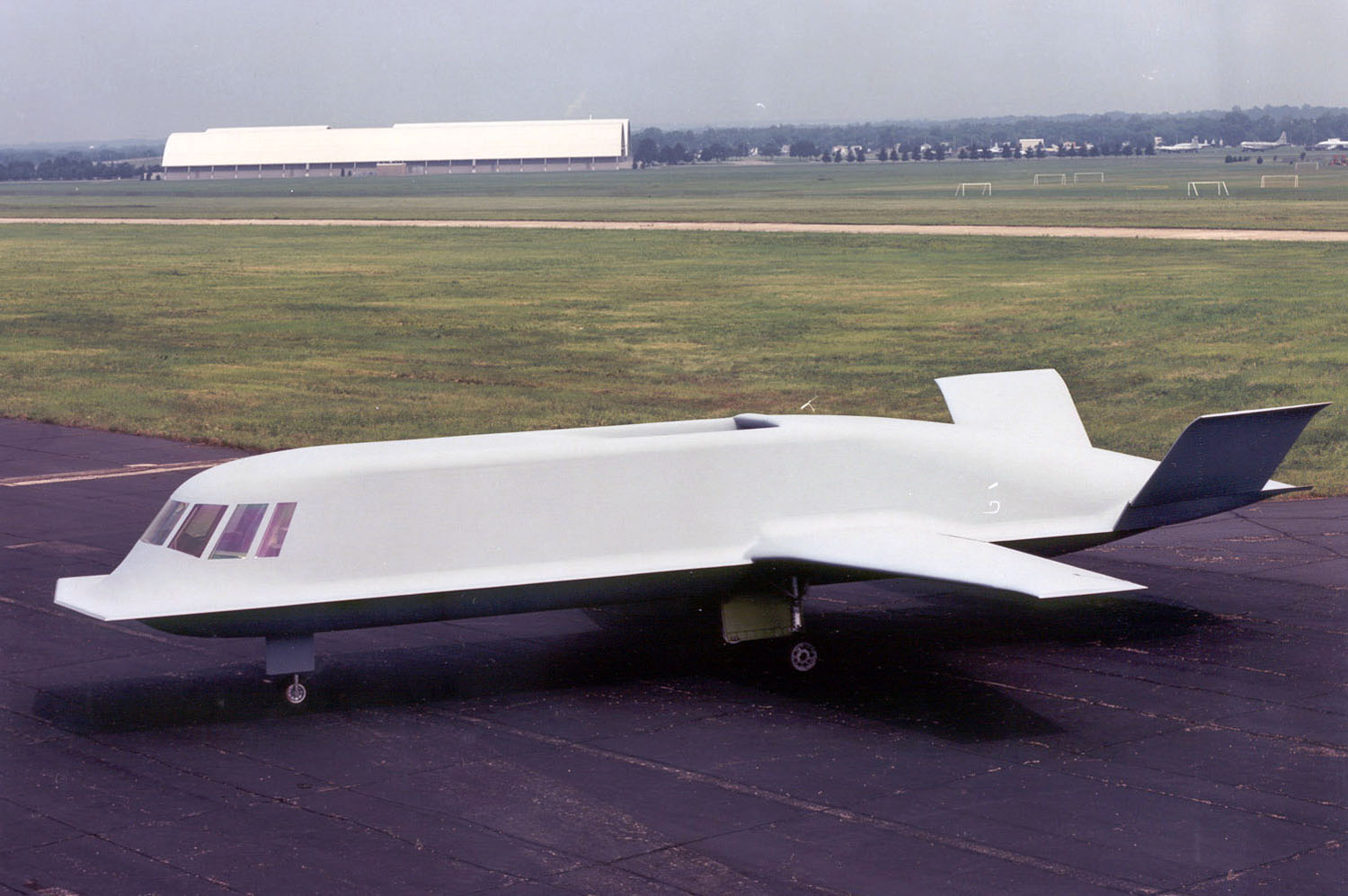
El ingeniero de Northrop John Cashen fue citado en 1996, al declarar: "Usted está hablando acerca de un avión que, en su época, podría decirse fue el avión más inestable que el hombre hubiese volado nunca."

El Tacit Blue, apodado "la Ballena" (y a veces también llamado "autobús escolar extraterrestre" por su configuración única rectangular ligeramente redondeada) presentaba un ala recta trapezoidal con cola en V montada en un fuselaje de gran tamaño de configuración redondeada. Una única entrada de aire enrasada en la parte superior del fuselaje proveía de aire a los dos motores turbofán de alta derivación. El Tacit Blue empleaba un sistema de control de vuelo fly-by-wire, digital y de cuádruple redundancia, para ayudar a estabilizar al avión en sus ejes longitudinal y direccional.
La tecnología de sensores desarrollada para el Tacit Blue se usa actualmente por el avión E-8 Joint STARS.

## Historia operacional

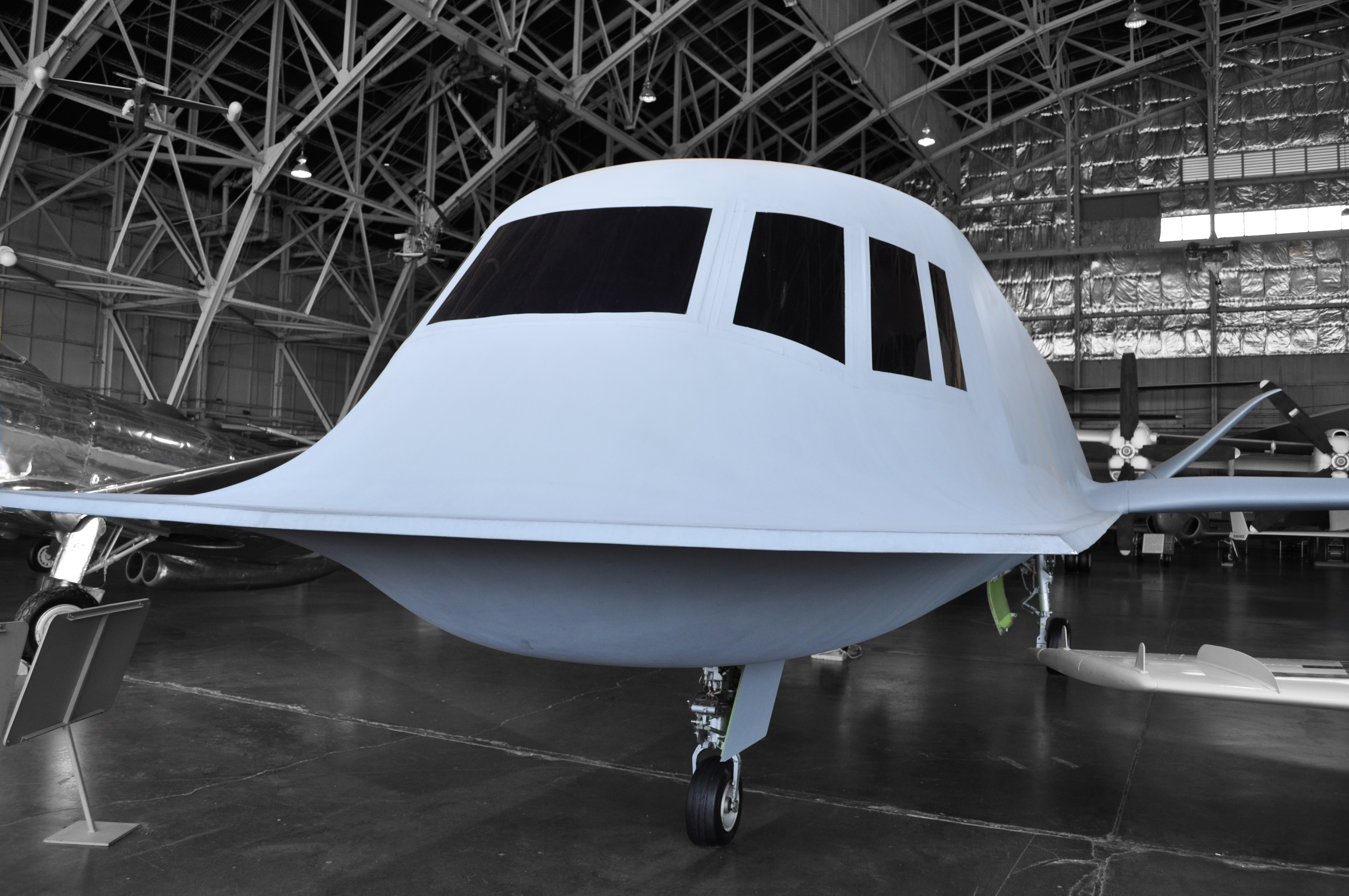
Vista frontal del Tacit Blue.

La aeronave realizó su primer vuelo en febrero de 1982, registrando un total de 135 vuelos durante un periodo de 3 años. La aeronave realizaba a menudo entre 3 y 4 vuelos semanales, y a menudo volaba más de una vez al día. Tras alcanzar la cifra de 250 horas de vuelo, se procedió a almacenar la aeronave, manteniéndose en secreto hasta el año 1996. En ese año, el Tacit Blue se puso en exhibición en el Museo Nacional de la Fuerza Aérea de Estados Unidos, cerca de Dayton (Ohio). El avión había sido trasladado desde el Hangar de Investigación y Desarrollo (dentro de la Base Aérea Wright-Patterson y lejos del complejo principal del Museo) y se exhibiría en el nuevo cuarto hangar del museo, comenzado en 2016.

## Operadores
Estados Unidos
- Fuerza Aérea de los Estados Unidos

## Especificaciones

### Características generales
- Tripulación: Uno (piloto)
- Longitud: 17 m (55,8 ft)
- Envergadura: 14,7 m (48,2 ft)
- Altura: 3,2 m (10,5 ft)
- Peso vacío: 13 606 kg (29 987,6 lb)
- Planta motriz: 2× turbofán Garrett ATF3-6.
  - Empuje normal: 24 kN (2447 kgf; 5395 lbf) de empuje cada uno.

### Rendimiento
- Velocidad máxima operativa (Vno): 462 km/h (287 MPH; 249 kt)
- Techo de vuelo: 7600-9100 m (25 000-30 000 pies)

## Aeronaves relacionadas

### Aeronaves similares
- Lockheed Have Blue